# パーミル

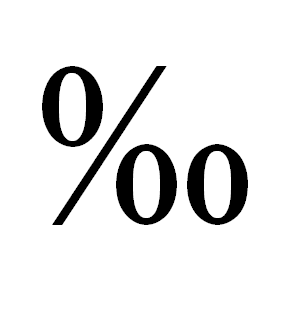
「‰」：千分率

| 1単位 | 量          | 指数  |
| ----- | ----------- | ----- |
| 1 %   | 0.01        | 10−2  |
| 1 ‰   | 0.001       | 10−3  |
| 1 ‱   | 0.0001      | 10−4  |
| 1 ppm | 0.000001    | 10−6  |
| 1 ppb | 0.000000001 | 10−9  |
| 1 ppt | 0.000000001 | 10−12 |
| 1 ppq | 0.000000001 | 10−15 |

パーミル（英: per mille）、プロミル（独: promille）、千分率（せんぶんりつ）とは、1000分の1を1とする単位。記号は‰ (Unicode U+2030、文字参照は &permil;)。
1‰＝0.1%
つまり
1‰ = 10−3 = 1/1000 = 0.001 = 0.1%
である。したがって、例えば、
52‰ = 52 × 10−3 = 52/1000 = 0.052 = 5.2%
となる。

## 各言語での表記
英語では per mille, per mil, per mill, permil, permill, permille などと表記し、イタリア語では permille あるいは per mille（ペル ミッレ）と表記される。プロミルはドイツ語の promille を片仮名表記したもの。ラテン語で「per」は「～ごとに」を意味し、「millennium」などの語源でもある「mille」は「千」を意味する。

## 主な使用例

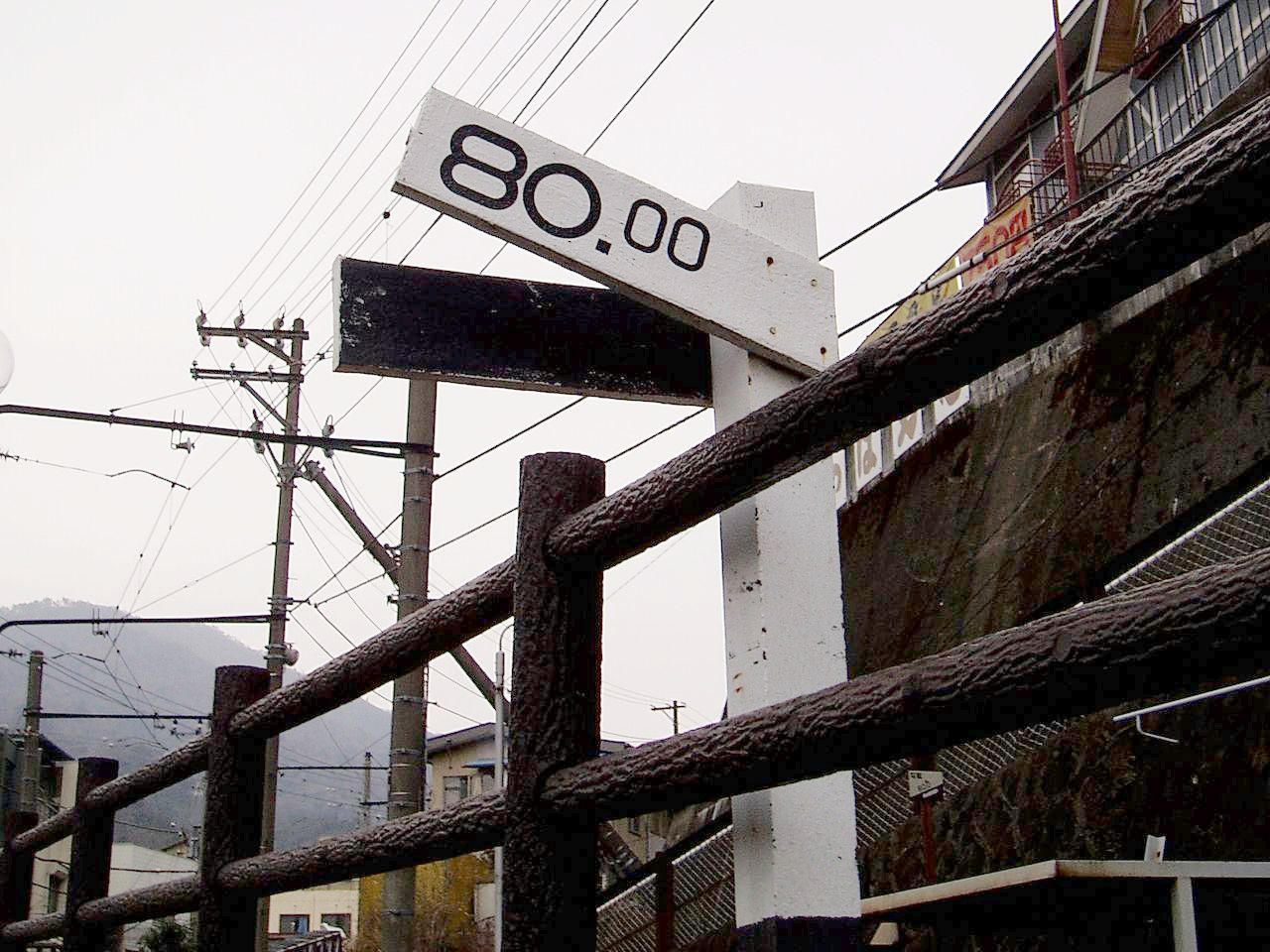
株式会社小田急箱根の鉄道線（通称：箱根登山電車）の勾配標。80パーミル = 1000 m進むと80 m上がる勾配を示す

勾配、角度
鉄道線路・トンネル・用水路などの勾配を表す。水平距離1000 m当たりの高低 (m) を指す。例えば、水平方向に1000 m進むと20 m上がる（または下がる）坂道の勾配は20 ‰である。
鉄道は一般的に道路のように勾配をきつくできないため、パーセント表示ではなく、パーミル表示で表現することが多い。勾配標には n/1000 の n にあたる分子の数字が表記される。
道路では道路標識に見られるように（日本の道路標識#警戒標識の「上り急勾配あり（212の3）」など）、パーセント表示とすることがほとんどである。

勾配の他にも、一部の国の特定分野で角度の表示に用いることがある。主に数度以内の小さな角が対象である。ただし単位記号として ‰ を使っていても、ミルのいずれかのバージョンを意味する場合がある（パーミルとは最大で5 %程度異なる）。
各種の計測値
- 血中アルコール濃度の表示。
- 網状赤血球の比率。
- 海水の塩分濃度 (salinity)。例えば、平均海水塩分濃度は35‰である。

統計値
- 出生率や死亡率などの統計値でも、千分の一程度が頻出する場合には利用する。
- 野球の打率。

その他
- ジュエリー用貴金属の純度表示。JIS H 6309による。
- 登録免許税の税率。
- 健康保険の保険料率。

### 単位
- パーセント（%, 100分の1）
- パーミリアド（‱, 1万分の1）
- パーツ・パー・ミリオン（ppm, 100万分の1）
- パーツ・パー・ビリオン（ppb, 10億分の1）
- パーツ・パー・トリリオン（ppt, 1兆分の1）
- パーツ・パー・クアッドリリオン（ppq, 1000兆分の1）
- パーセンテージポイント（パーセントで表された2つの値の差）